# 安達曼麝鼩
安達曼麝鼩（Crocidura andamanensis）是一類極度瀕臨絕種的小型哺乳動物，歸屬於鼩鼱科麝鼩屬，為印度南安達曼島的特有種。